# Anna Visscher
Anna Roemers Visscher (Ámsterdam, 2 de febrero de 1584-Alkmaar, 6 de diciembre de 1651) fue una poetisa, traductora y artista de los Países Bajos.

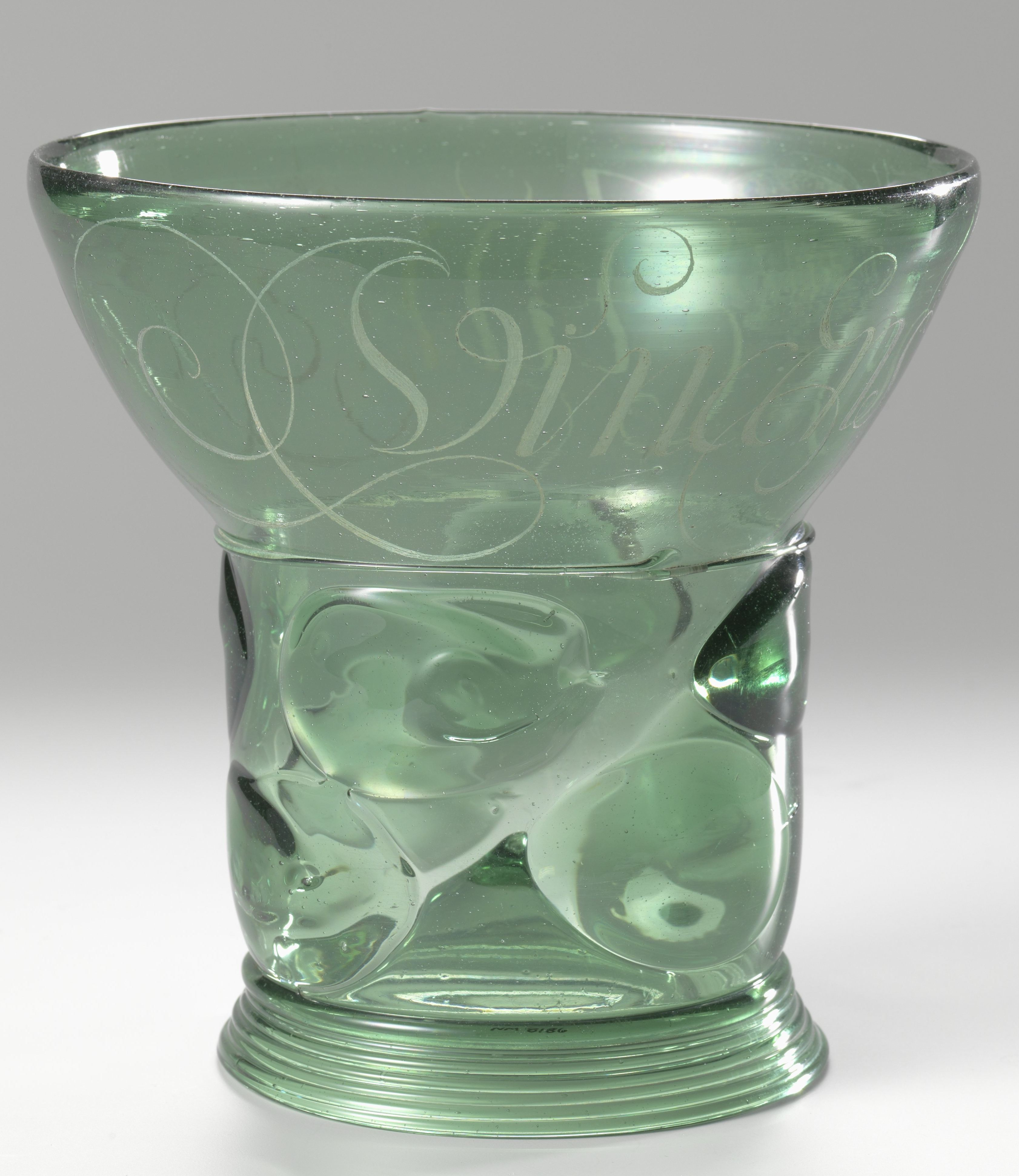
Vaso acampanado grabado por Visscher en 1646

## Biografía

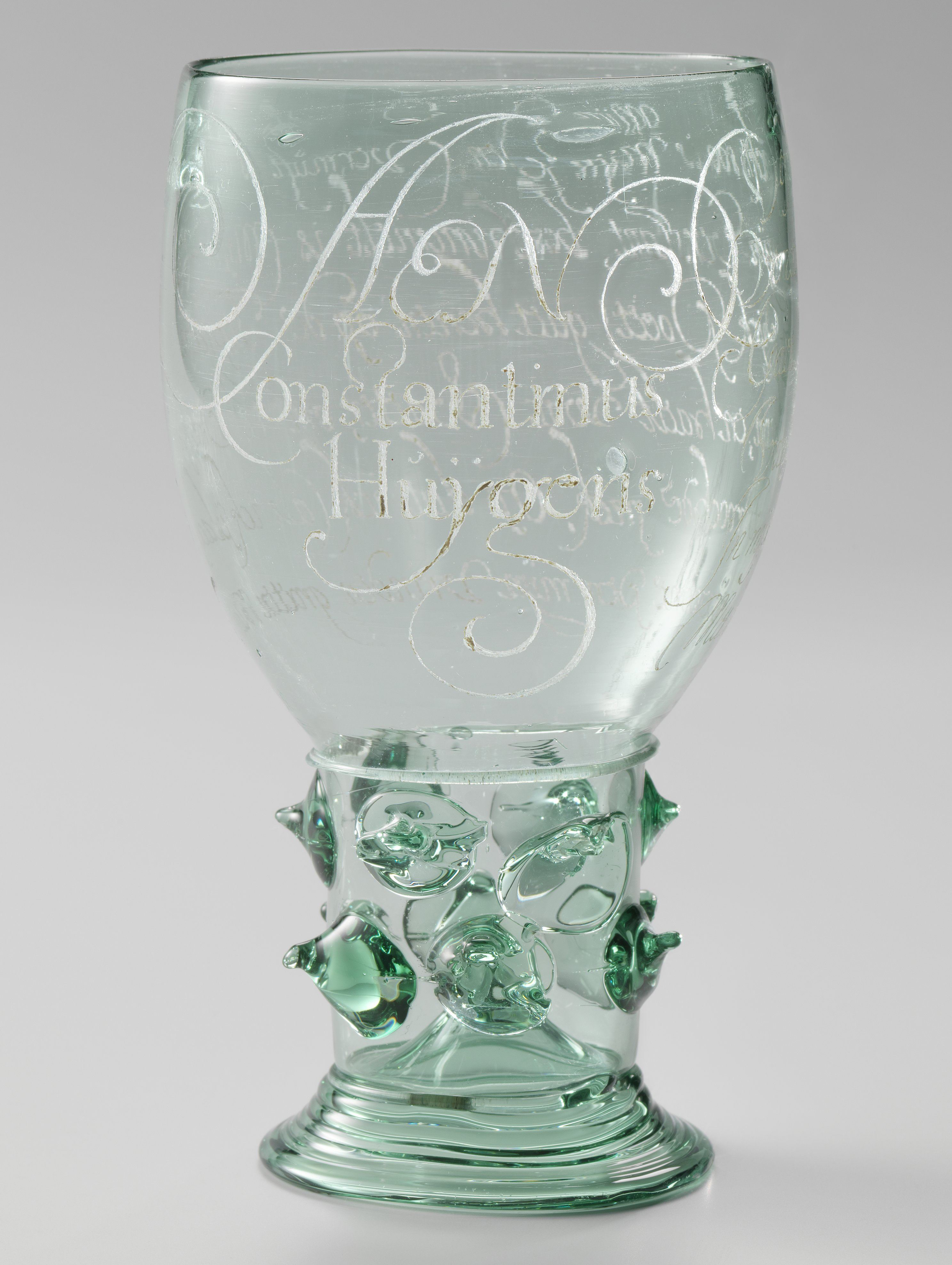
Anna Roemers Visscher:Grabado con un poema de Constantijn Huygens, 1619, Rijksmuseum BK-1983/15

Anna, bien conocida por su obra literaria, era la hija mayor del mercader y escritor de Ámsterdam Roemer Visscher y la hermana de Maria Tesselschade Visscher. La situación económica y social de su familia en Ámsterdam habilitó la posibilidad de Anna para ser instruida en lenguas, caligrafía, bordado, dibujo, pintura, grabado en vidrio y otras artes. Contrajo matrimonio con Dominicus Booth van Wesel en 1624 y se trasladaron a Leiden junto con sus dos hijos en el año 1646.
Visscher vivió durante el renacimiento donde las poetisas eran a menudo elogiadas por lo que eran más que por su propia obra literaria. Se encontraba entre el grupo de artistas, escritores y músicos que formaron el círculo Muiderkring. Fue altamente admirada por la élite artística como P. C. Hooft, Jacob Cats, Joost van den Vondel, Constantijn Huygens y otros. La llamaron la segunda musa Safo, la cuarta gracia y otros adjetivos a menudo dedicados a trabajos de ella.
Fue particularmente considerada por su habilidad con la punta de diamante para grabar vidrio. Además, tenía un aparente interés en los libros de emblemas, y tradujo al neerlandés trece epigramas de Georgette de Montenay Emblèmes, ou devises chrestiennes de 1584. Contribuyó con poesía en el libro de 1618, Silenus Alcibiadis, Sive Proteus de Jacob Cats, amigo contemporáneo de Anna Maria van Schurman.
Anna Visscher murió en Alkmaar, en la casa de su hermana Maria.